# Kielno (województwo zachodniopomorskie)
Kielno – osada leśna w Polsce położona w województwie zachodniopomorskim, w powiecie stargardzkim, w gminie Dobrzany.
W latach 1975–1998 miejscowość administracyjnie należała do województwa szczecińskiego.